# Dieffenbach-lès-Wœrth
Pour les articles homonymes, voir Dieffenbach.
Dieffenbach-lès-Woerth (Diefebàch en alsacien, Diefenbach bei Wörth en allemand) est un petit village commune française située dans la circonscription administrative du Bas-Rhin et, depuis le 1er janvier 2021, dans le territoire de la Collectivité européenne d'Alsace, en région Grand Est.
Cette commune se trouve dans la région historique et culturelle d'Alsace.

## Géographie

### Localisation
La commune est à 3,5 km de Woerth, 4,1 de Goersdorf et 4,3 de Merkwiller-Pechelbronn.

### Sismicité
Commune située dans une zone de sismicité modérée.

### Géologie et relief
La commune se compose de 28,07 hectares de territoires artificialisés (7,75 %), 241,93 hectares de territoires agricoles (66,83 %) et 91,69 hectares de forêts et milieux semi-naturels (25,33 %).
Espaces naturels :
- Deux espace protégé hors Natura 2000 :

Vosges Du Nord. Réserve de Biosphère, zone tampon,
Vosges Du Nord. Réserve de Biosphère, zone de transition.
- Un espace protégé Natura 2000 :

Forêt de Haguenau.
Proportions des types de couverture en 2012 :
- Terres arables : 38 %,
- Forêts : 25 %,
- Prairies : 22,6 %,
- Zones urbanisées : 7,3 %,
- Cultures permanentes : 7,8 %

La morphologie urbaine a préservé l'environnement de la commune.
Montagne proches : le Grand Wintersberg.
Formations géologiques du territoire communal présentes à l'affleurement ou en subsurface.

### Hydrographie et les eaux souterraines
Hydrogéologie et climatologie : Système d’information pour la gestion des eaux souterraines du bassin Rhin-Meuse :
Territoire communal : Occupation du sol (Corinne Land Cover); Cours d'eau (BD Carthage),
Géologie : Carte géologique; Coupes géologiques et techniques,
 Hydrogéologie : Masses d'eau souterraine; BD Lisa; Cartes piézométriques.
La commune est dans le bassin versant du Rhin au sein du bassin Rhin-Meuse. Elle est drainée par le ruisseau le Sumpfgraben, le ruisseau Dieffenbach et le ruisseau le Kindersloch,.

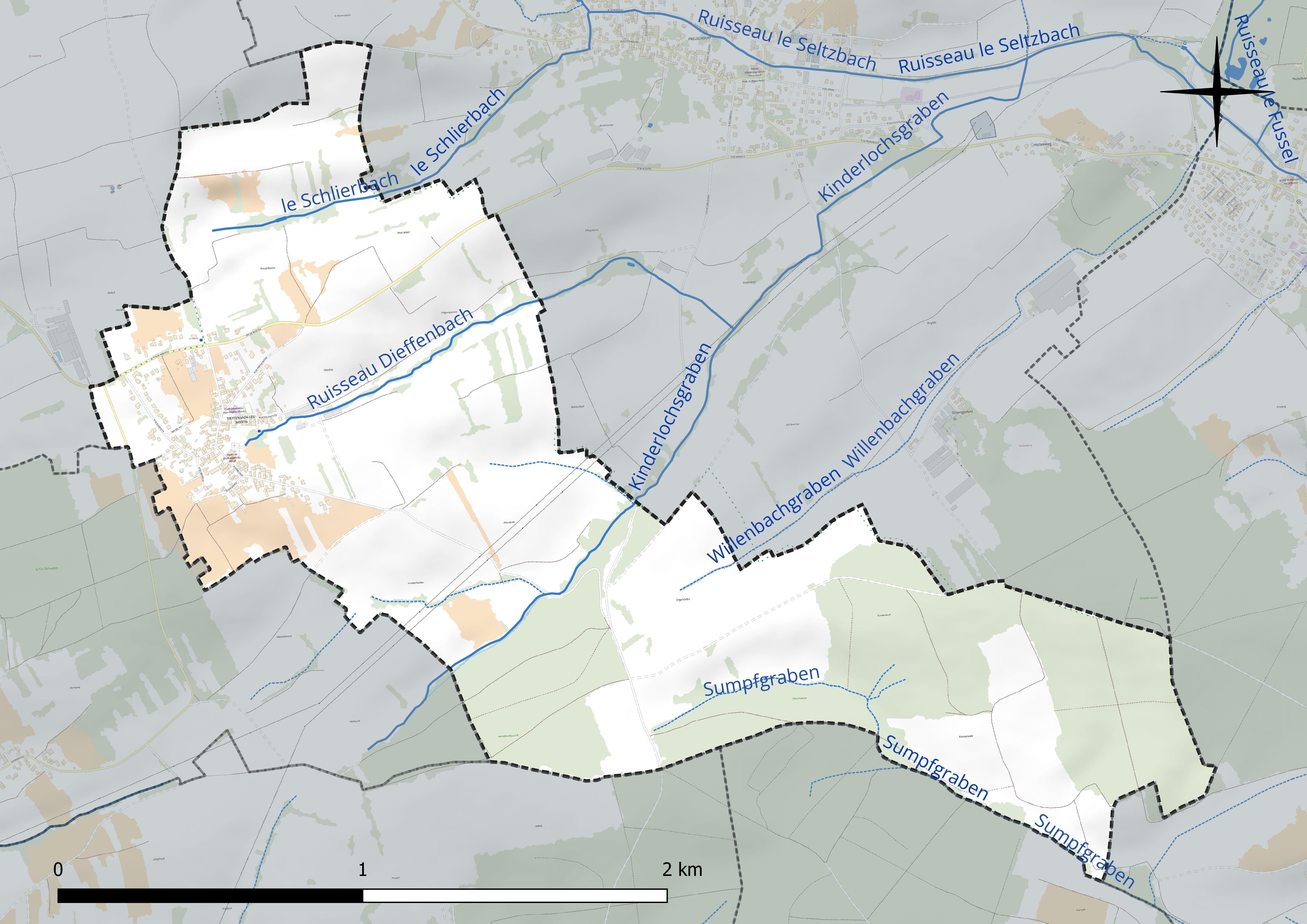
Réseau hydrographique de Dieffenbach-lès-Woerth.

### Climat
Pour des articles plus généraux, voir Climat du Grand Est et Climat du Bas-Rhin.
En 2010, le climat de la commune est de type climat des marges montargnardes, selon une étude du Centre national de la recherche scientifique s'appuyant sur une série de données couvrant la période 1971-2000. En 2020, Météo-France publie une typologie des climats de la France métropolitaine dans laquelle la commune est exposée à un climat semi-continental et est dans une zone de transition entre les régions climatiques « Vosges » et « Alsace ». 
Pour la période 1971-2000, la température annuelle moyenne est de 10,3 °C, avec une amplitude thermique annuelle de 17,8 °C. Le cumul annuel moyen de précipitations est de 878 mm, avec 11,4 jours de précipitations en janvier et 10,4 jours en juillet. Pour la période 1991-2020, la température moyenne annuelle observée sur la station météorologique de Météo-France la plus proche, « Preuschdorf », sur la commune de Preuschdorf à 2 km à vol d'oiseau, est de 11,3 °C et le cumul annuel moyen de précipitations est de 834,2 mm. 
La température maximale relevée sur cette station est de 39,8 °C, atteinte le 4 juillet 2015 ; la température minimale est de −19,9 °C, atteinte le 8 janvier 1985,,. 
Les paramètres climatiques de la commune ont été estimés pour le milieu du siècle (2041-2070) selon différents scénarios d'émission de gaz à effet de serre à partir des nouvelles projections climatiques de référence DRIAS-2020. Ils sont consultables sur un site dédié publié par Météo-France en novembre 2022.

### Voies de communications et transports

#### Voies routières
- D 28 vers Merkwiller-Pechelbronn[19],
- D 114 vers Lampertslock,
- D 77 vers Lobsann.

#### Transports en commun

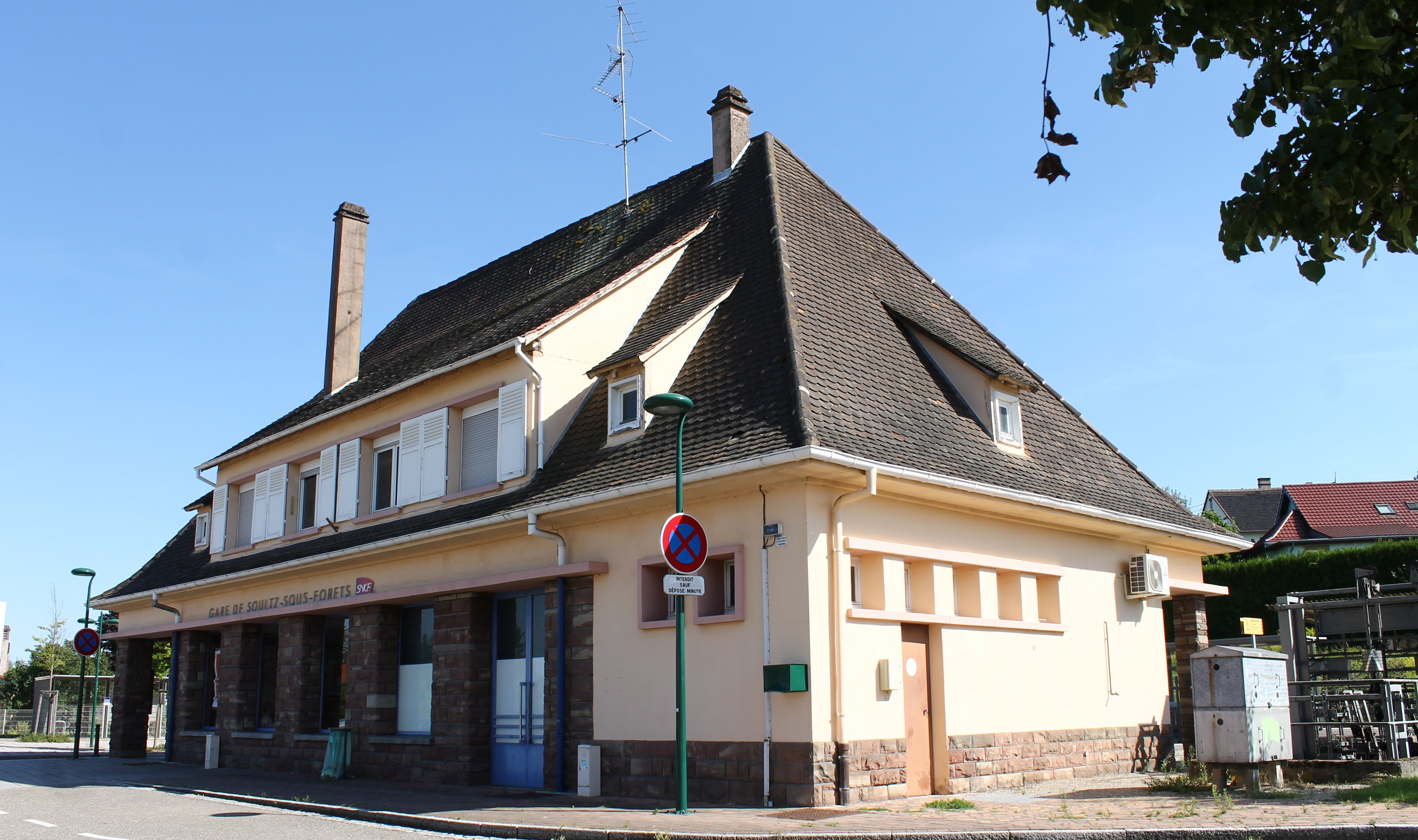
Gare de Soultz-sous-Forêts.

- Transports en Alsace.
- Fluo Grand Est.

##### SNCF
- Gare de Hoelschloch,
- Gare de Walbourg,
- Gare de Soultz-sous-Forêts.

| Goersdorf          | Preuschdorf            |                        |
| Oberdorf-Spachbach | Dieffenbach-lès-Woerth | Merkwiller-Pechelbronn |
| Gunstett           |                        | Surbourg               |

### Intercommunalité
Commune membre de la communauté de communes Sauer-Pechelbronn.

## Urbanisme

### Typologie
Au 1er janvier 2024, Dieffenbach-lès-Wœrth est catégorisée bourg rural, selon la nouvelle grille communale de densité à sept niveaux définie par l'Insee en 2022.
Elle est située hors unité urbaine. Par ailleurs la commune fait partie de l'aire d'attraction de Haguenau, dont elle est une commune de la couronne,. Cette aire, qui regroupe 34 communes, est catégorisée dans les aires de 50 000 à moins de 200 000 habitants,.

### Occupation des sols

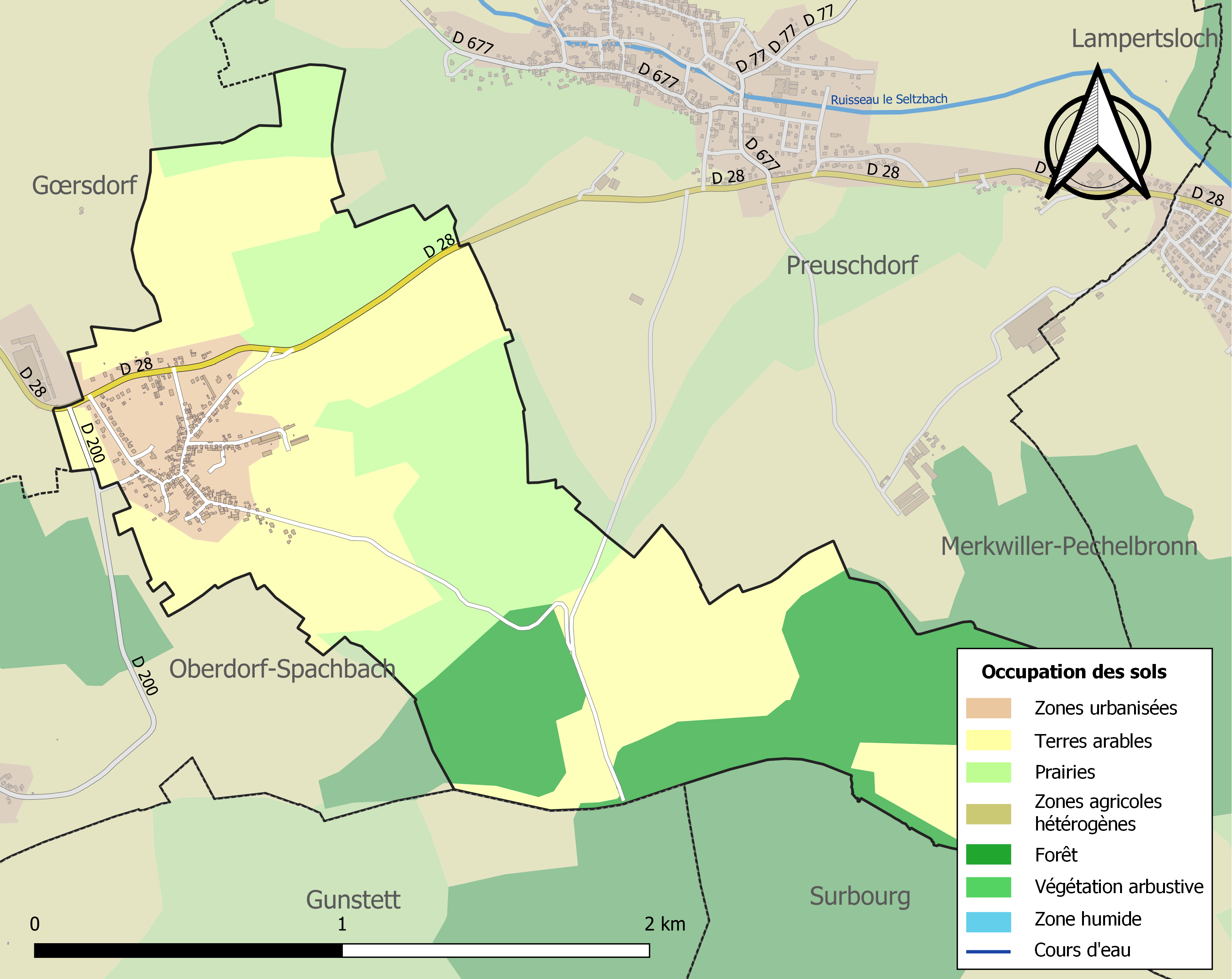
Carte des infrastructures et de l'occupation des sols de la commune en 2018 (CLC).

L'occupation des sols de la commune, telle qu'elle ressort de la base de données européenne d’occupation biophysique des sols Corine Land Cover (CLC), est marquée par l'importance des territoires agricoles (67,2 % en 2018), une proportion sensiblement équivalente à celle de 1990 (67,8 %). La répartition détaillée en 2018 est la suivante : 
terres arables (37,7 %), forêts (25,1 %), prairies (21,8 %), zones urbanisées (7,7 %), cultures permanentes (7,7 %),.
L'IGN met par ailleurs à disposition un outil en ligne permettant de comparer l’évolution dans le temps de l’occupation des sols de la commune (ou de territoires à des échelles différentes). Plusieurs époques sont accessibles sous forme de cartes ou photos aériennes : la carte de Cassini (XVIIIe siècle), la carte d'état-major (1820-1866) et la période actuelle (1950 à aujourd'hui).
La commune dispose d'un plan local d'urbanisme.

## Toponymie
Diefengruaba est vraisemblablement évoqué pour la première fois en 884 par Charles le Gros.

## Histoire

### Moyen Âge et Renaissance
Le village fut propriété des Puller de Hohenbourg au XIVe siècle. En 1332, le village était en possession des Langraves de Werd, qui le vendirent au Lichtenberg. Après l'extinction de cette maison, le village passe aux mains des Hanau-Lichtenberg en 1570.

### L'église et la paroisse
Les archives de la paroisse débutent en 1764 (premiers registres).
Avant elle est d'abord liée aux seigneurs successifs qui ont possédé le village.
Puis vers 1560, Dieffenbach et Preuschdorf dont l'histoire paroissiale est depuis cette époque toujours étroitement liée, font partie de Goersdorf jusqu'en 1632.
Date à laquelle tous les villages de la région sont dévastés par les Impériaux (guerre de Trente Ans) puis par la peste.
Dieffenbach est déserte jusque vers 1680/1684.
D'environ 1700 à 1764, Dieffenbach est une des annexes de Preuschdorf qui est elle-même une filiale de Goersdorf.
Dieffenbach fait une demande pour devenir paroisse avec construction de presbytère, etc. (voir Doc. Images).
Preuschdorf devient une annexe de Dieffenbach en 1775.
On ne sait rien de la première église.
En 1832, un projet d'une nouvelle église fut confié à Louis Martin Zégowitz, architecte de l'arrondissement de Wissembourg qui l'oriente un peu différemment (est-ouest) mais sur l'emplacement de l'ancienne.
La construction est achevée en 1833. Son patron est saint Joseph fêté le 19 mars. Elle est de style néo-roman.
Elle est composée d'une nef de 17 m de long sur 10 m de large plafonnée à 9 m de haut, percée de quatre fenêtres en plein cintre de chaque côté, dont une murée actuellement.
Le chœur est en trois parties, également percé d'une fenêtre de chaque côté, fait 6 m sur 6 m sur 9 m de haut.
De chaque côté existe une annexe dont celle de gauche sert de sacristie.
Les vitraux dont ceux du chœur sont des donations qui proviennent de OTT frères à Strasbourg.
Les peintures sont de Feurer et Bartling de Haguenau, datées de 1920 et 1921.
Retable côté gauche : saint Grégoire, saint Jérôme et apparition du Sacré-Cœur à Marguerite Marie Alocoque.
Retable de droite : saint Ambroise, saint Augustin et Longin plantant sa lance dans le flanc de Jésus.
Sainte Élisabeth de Hongrie et sainte Odile, protectrice des yeux, sont aussi représentées.
Au plafond, on peut voir la transfiguration dessinée par Michel Feurer en 1920.
La remise du rosaire à saint Dominique et Catherine de Sienne est de 1921 ainsi que le jardin des Oliviers.
Il y a un maître-autel, deux autels secondaires et une chaire à prêcher en chêne qui forment un bel ensemble fait par Bendickg ou Bendckg.
Un confessionnal, un baptistère taillé en grès rose avec un couvercle en bois.
Une chaire sur colonnes de bois datée de 1834 qui reçoit un orgue neuf en 1847 fabriqué par Stiehr Joseph, facteur d'orgues à Seltz.
En 1813, Rinkenbach Joseph, facteur d'orgues d'Ammerschwihr, le remplace par un à 18 registres. Il est réparé en 1883 et 1893 par Mockers Louis de Seltz.
La façade qui est réquisitionnée en 1917 est remplacée par du zinc.
Les stations du chemin de croix sont peintes sur du fer blanc.
En 1893, on construit un clocher-porche, ce qui change la façade. La flèche à 8 pans culmine à 32 m, elle abrite au départ une cloche en do# au moins jusqu'en 1925, deux autres seront rajoutées vers 1930, 1 en fa# et l'autre en la#.
On construit aussi un presbytère en 1835 qui est la propriété de la commune. La cure a également un jardin qui fait près de 12 ares.
En 1924, année de visite canonique, on note la présence d'une armoire forte, qui renferme un calice et une patène de 1838 poinçonnées par Martin et Dejean, orfèvres à Paris ainsi qu'un ciboire fait par Weihinger Johann fils de Zweibrücken (Deux-Ponts) Sarre, Allemagne.
À l'époque, la commune accorde une subvention annuelle à la paroisse de 375 Fr. Le curé touchait 500 Fr et 12 stères de bois, en dehors de son traitement de l'évêché, 80 Fr à la fête patronale et 80 Frsà l'Adoration perpétuelle du Conseil de fabrique, ainsi que 250 Fr pour l'Administration de l'annexe de Preuschdorf.
Des archives sont tenues depuis : baptêmes 1763, mariages 1764, décès 1795, 1res communions 1846, confirmations 1847, annonces 1890, délibération du conseil de fabrique 1827, budget compte et trésorerie 1827.
Les Sœurs de Malades de Woerth fournissent les hosties et Lorentz de Bergheim (68) le vin de messe.

### Le surnom des habitants
Les habitants de Dieffenbach-lès-Woerth sont surnommés les Leimwade, mollets d'argile ou personnes aimant marcher dans la terre glaise jusqu'aux mollets ou Schellewecker. Mais dans les villages environnants, on les appelle les Leimtreppler, qui se traduit par piétineurs d'argile.

## Politique et administration
| Période                                  | Période  | Identité               | Étiquette | Qualité    |
| ---------------------------------------- | -------- | ---------------------- | --------- | ---------- |
| Les données manquantes sont à compléter. |          |                        |           |            |
| 1935                                     | 1946     | Joseph Schwartzmann    |           |            |
| 1946                                     | 1952     | Paul Ferbach           |           |            |
| 1952                                     | 1977     | Joseph Reymund         |           |            |
| 1977                                     | 1993     | René Lehmann           |           |            |
| 1995                                     | 2008     | Alphonse Atzenhoffer   |           |            |
| avril 2014                               | mai 2020 | Alphonse Atzenhoffer   |           |            |
| mai 2020                                 | En cours | Patrick J-Louis Wacker |           | Technicien |

### Budget et fiscalité 2023

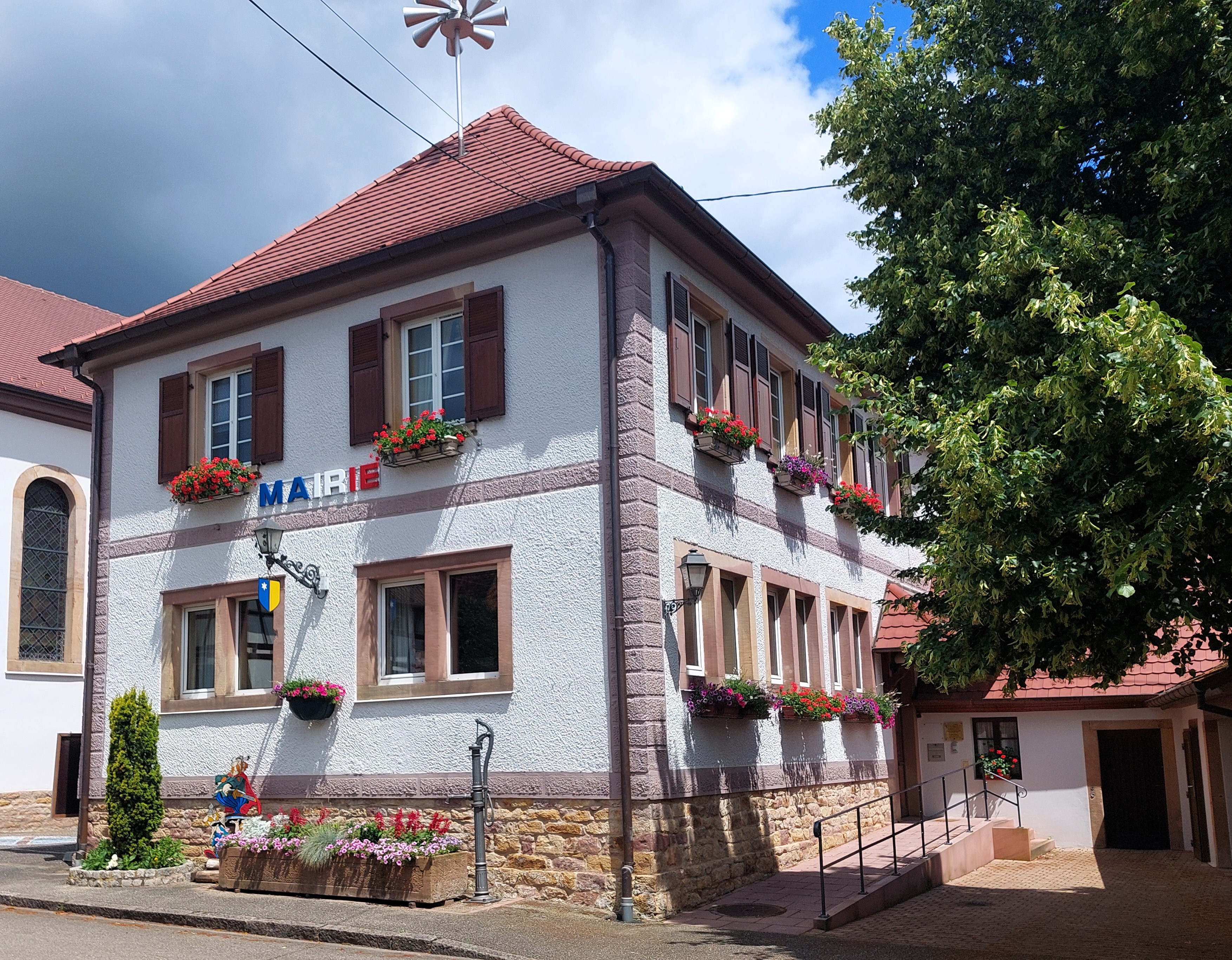
La mairie.

En 2023, le budget de la commune était constitué ainsi :
- total des produits de fonctionnement : 307 000 €, soit 869 € par habitant ;
- total des charges de fonctionnement : 212 000 €, soit 601 € par habitant ;
- total des ressources d'investissement : 54 000 €, soit 154 € par habitant ;
- total des emplois d'investissement : 196 000 €, soit 556 € par habitant ;
- endettement : 1 000 €, soit 2 € par habitant.

Avec les taux de fiscalité suivants :
- taxe d'habitation : 12,26 % ;
- taxe foncière sur les propriétés bâties : 23,75 % ;
- taxe foncière sur les propriétés non bâties : 56,26 % ;
- taxe additionnelle à la taxe foncière sur les propriétés non bâties : 0,00 % ;
- cotisation foncière des entreprises : 0,00 %.

Chiffres clés Revenus et pauvreté des ménages en 2021 : médiane en 2021 du revenu disponible, par unité de consommation : 26 430 €.

## Économie

### Entreprises et commerces

#### Agriculture
- Culture et élevage associés.
- Élevage d'ovins et de caprins.
- Culture de céréales (à l'exception du riz), de légumineuses et de graines oléagineuses.
- Culture de la vigne.

#### Tourisme
- Hébergements à Gunstett, Merkwiller-Pechelbronn, Morsbronn-les-Bains.

#### Commerces
- Commerces de proximité à Woerth, Lembach, Goersdorf.

## Population et société

### Démographie

#### Évolution démographique
L'évolution du nombre d'habitants est connue à travers les recensements de la population effectués dans la commune depuis 1793. Pour les communes de moins de 10 000 habitants, une enquête de recensement portant sur toute la population est réalisée tous les cinq ans, les populations de référence des années intermédiaires étant quant à elles estimées par interpolation ou extrapolation. Pour la commune, le premier recensement exhaustif entrant dans le cadre du nouveau dispositif a été réalisé en 2008.

En 2022, la commune comptait 335 habitants, en évolution de −4,83 % par rapport à 2016 (Bas-Rhin : +3,17 %, France hors Mayotte : +2,11 %).
| 1793 | 1800 | 1806 | 1821 | 1831 | 1836 | 1841 | 1846 | 1851 |
| ---- | ---- | ---- | ---- | ---- | ---- | ---- | ---- | ---- |
| 158  | 276  | 270  | 317  | 339  | 344  | 317  | 324  | 299  |

| 1856 | 1861 | 1866 | 1871 | 1875 | 1880 | 1885 | 1890 | 1895 |
| ---- | ---- | ---- | ---- | ---- | ---- | ---- | ---- | ---- |
| 262  | 300  | 329  | 328  | 320  | 307  | 299  | 267  | 297  |

| 1900 | 1905 | 1910 | 1921 | 1926 | 1931 | 1936 | 1946 | 1954 |
| ---- | ---- | ---- | ---- | ---- | ---- | ---- | ---- | ---- |
| 291  | 318  | 351  | 374  | 336  | 330  | 344  | 327  | 315  |

| 1962 | 1968 | 1975 | 1982 | 1990 | 1999 | 2006 | 2008 | 2013 |
| ---- | ---- | ---- | ---- | ---- | ---- | ---- | ---- | ---- |
| 331  | 359  | 368  | 354  | 359  | 361  | 348  | 344  | 352  |

| 2018 | 2022 | - | - | - | - | - | - | - |
| ---- | ---- | - | - | - | - | - | - | - |
| 348  | 335  | - | - | - | - | - | - | - |

### Enseignement
Établissements d'enseignements :
- École maternelle et primaire.

École-mairie.
- Collèges à Wœrth, Walbourg, Soultz-sous-Forêts, Reichshoffen, Mertzwiller,
- Lycées à Walbourg, Haguenau.

### Santé
Professionnels et établissements de santé :
- Médecins à Goersdorf, Woerth, Merkwiller-Pechelbronn, Durrenbach, Morsbronn-les-Bains,
- Pharmacies à Woerth, Merkwiller-Pechelbronn, Morsbronn-les-Bains, Soultz-sous-Forêts,
- Hôpitaux à Goersdorf, Lobsann, Niederbronn-les-Bains, Haguenau.

### Cultes
- Culte catholique, communauté de paroisses Pays de Fleckenstein[50], diocèse de Strasbourg.

## Culture locale et patrimoine

### Lieux et monuments

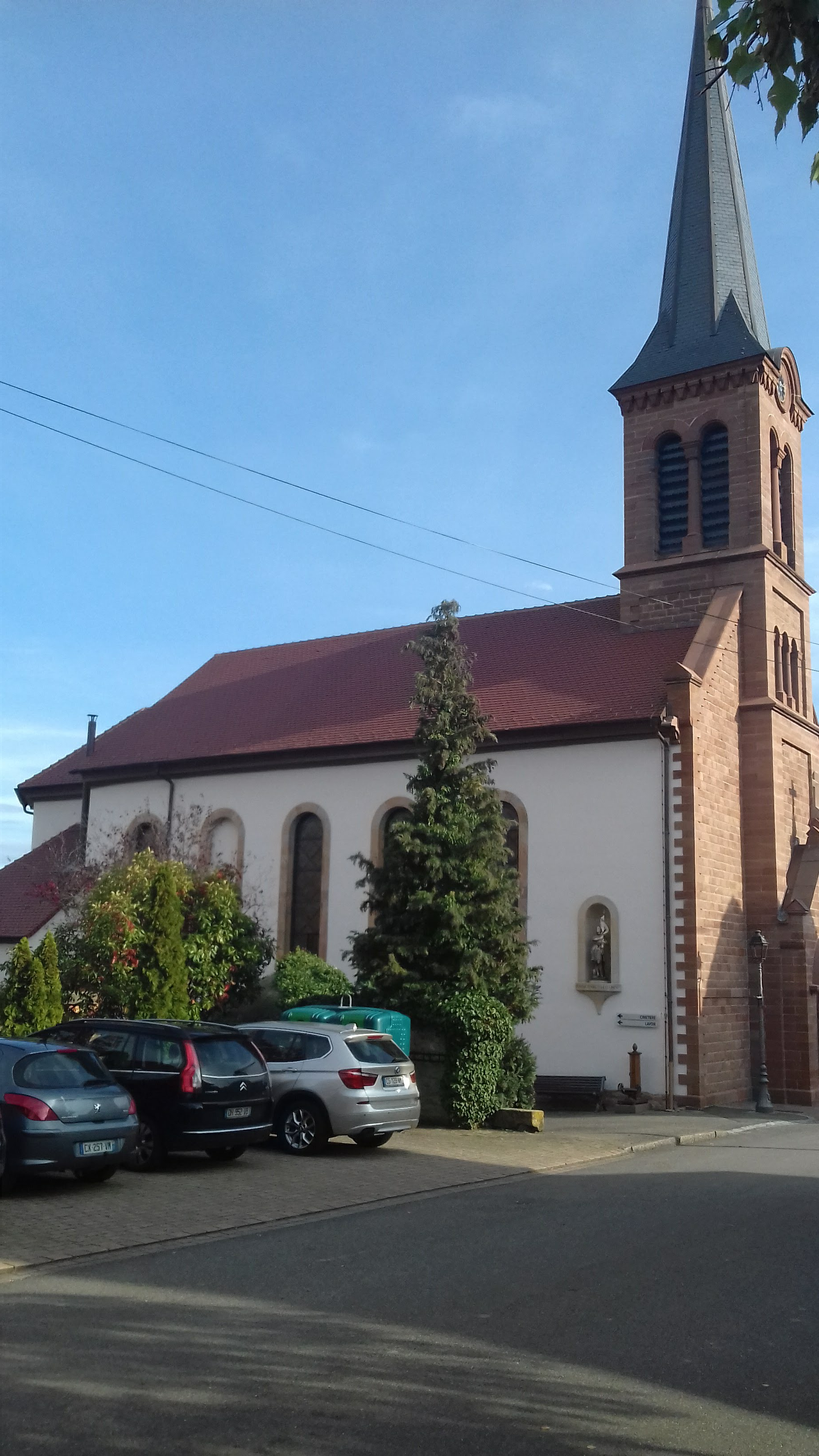
L'église Saint-Joseph.
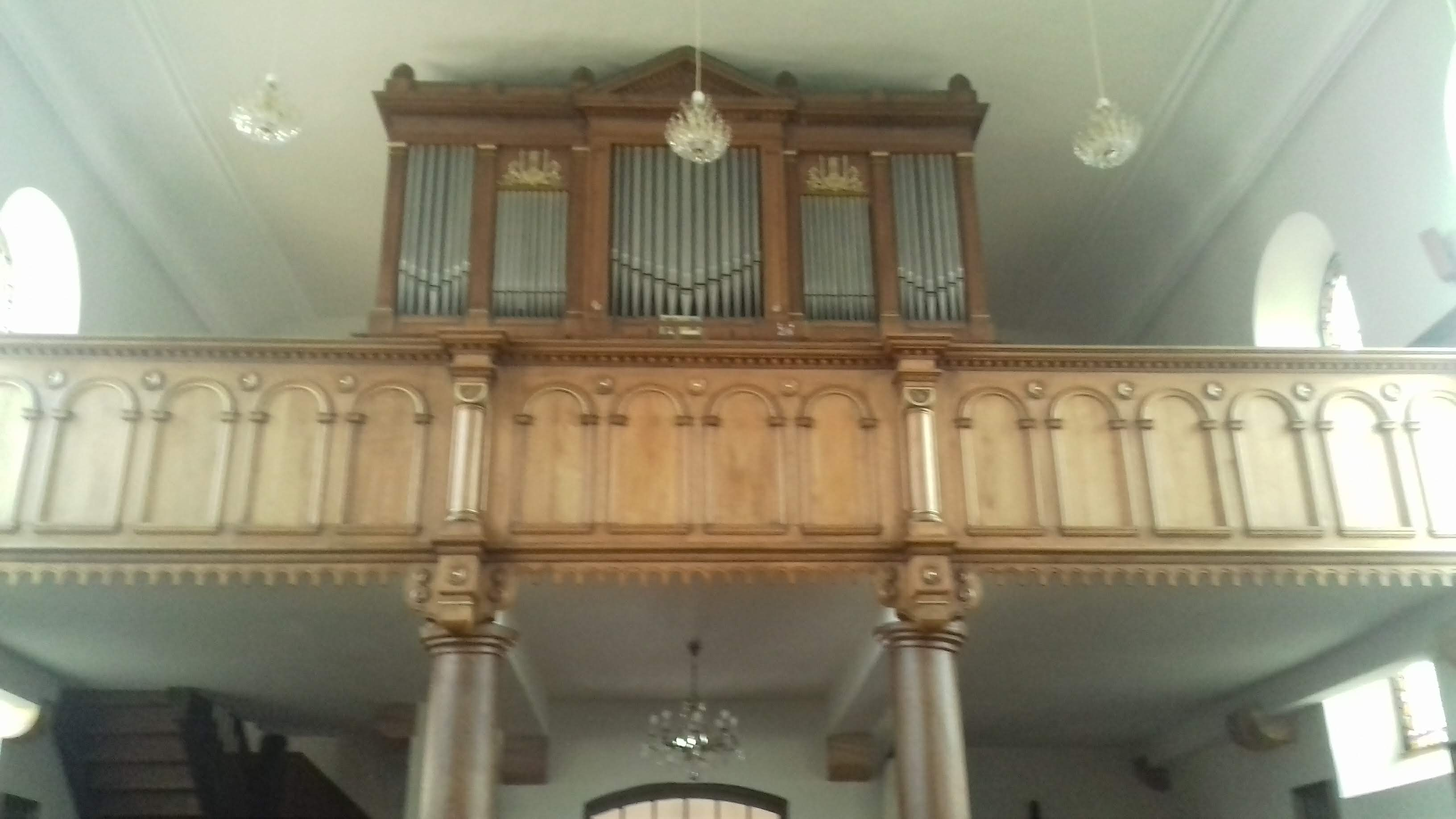
Vue sur la tribune et l'orgue.
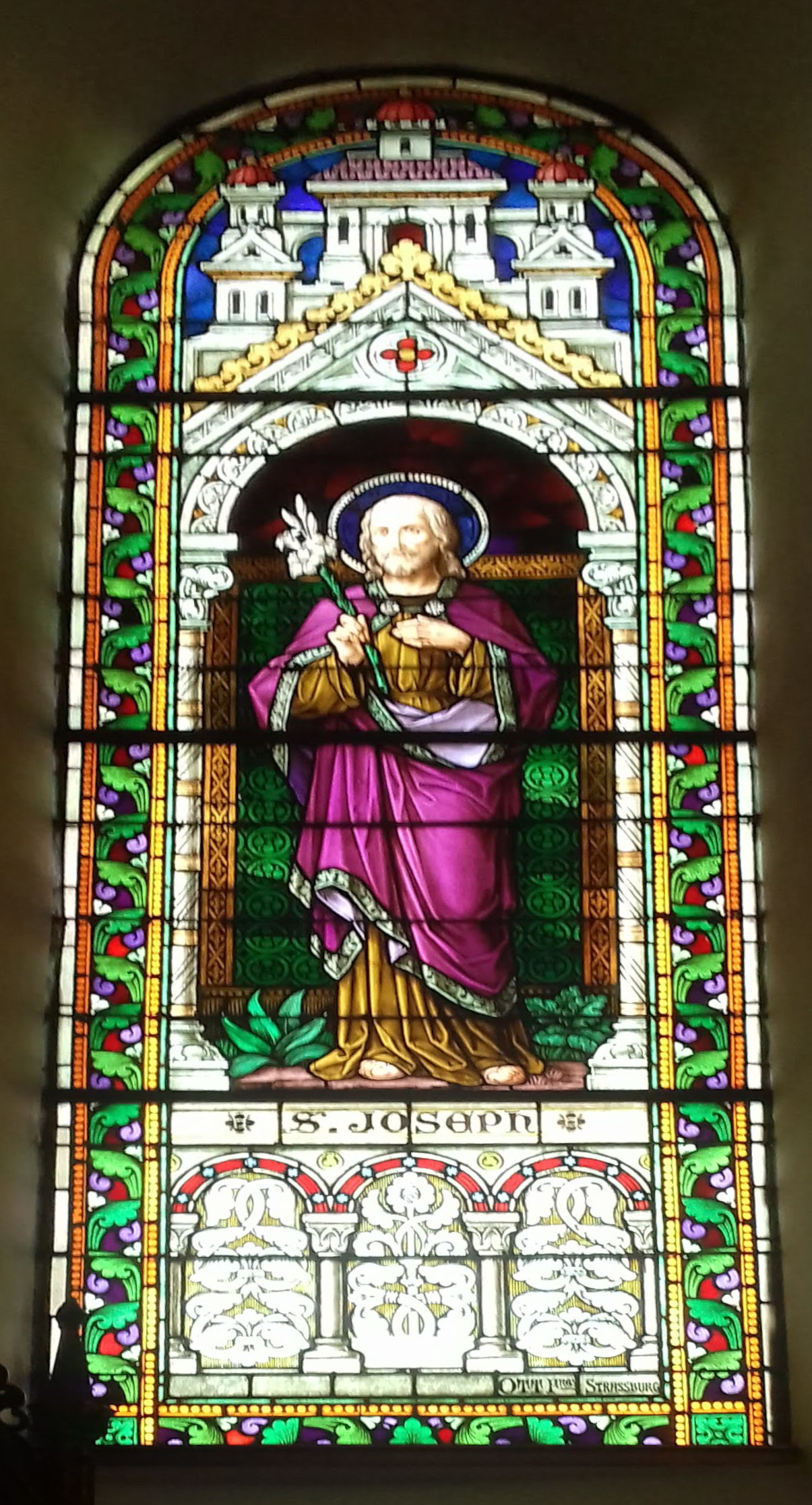
Vitraux de l'église.
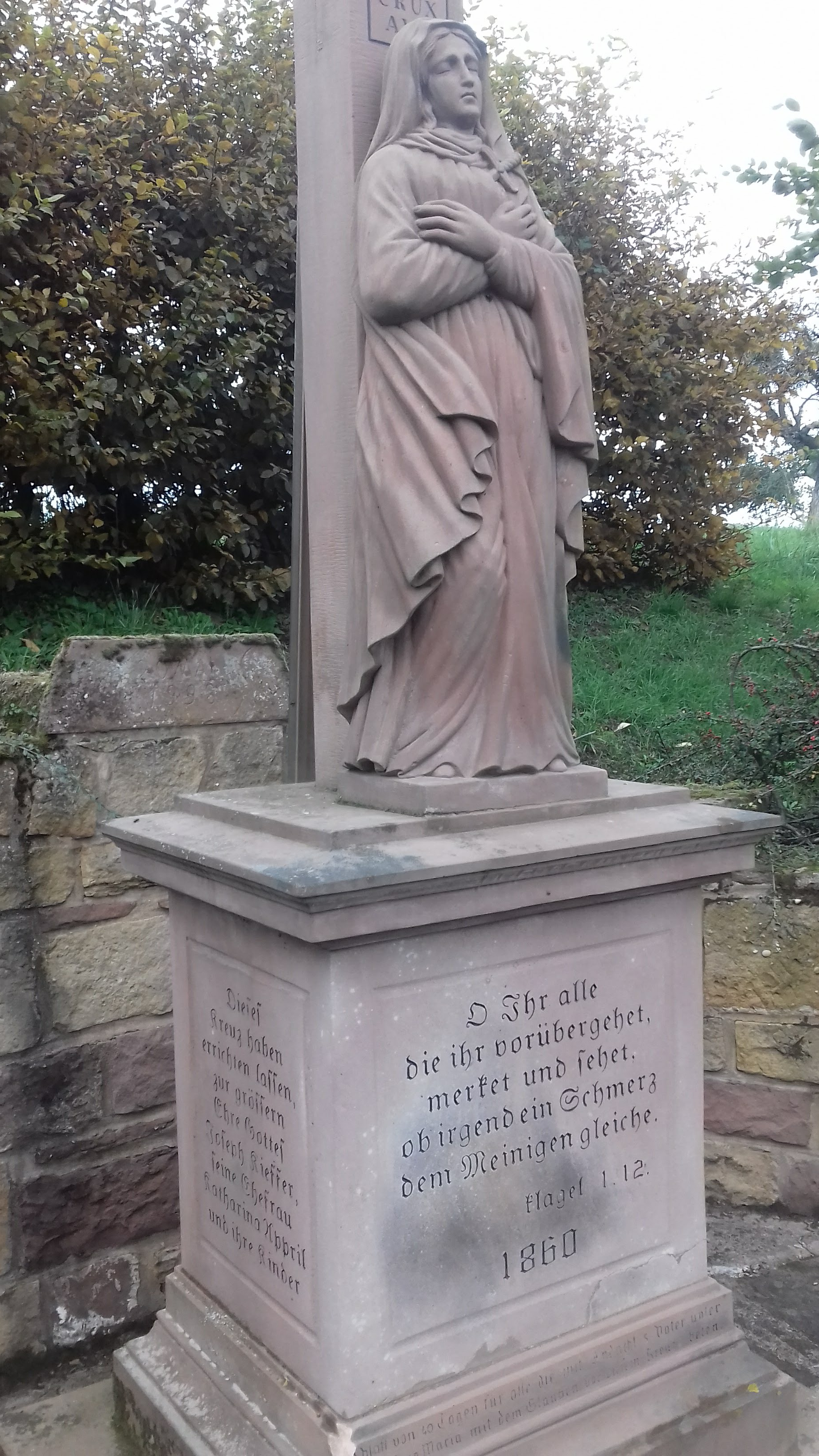
Calvaire.
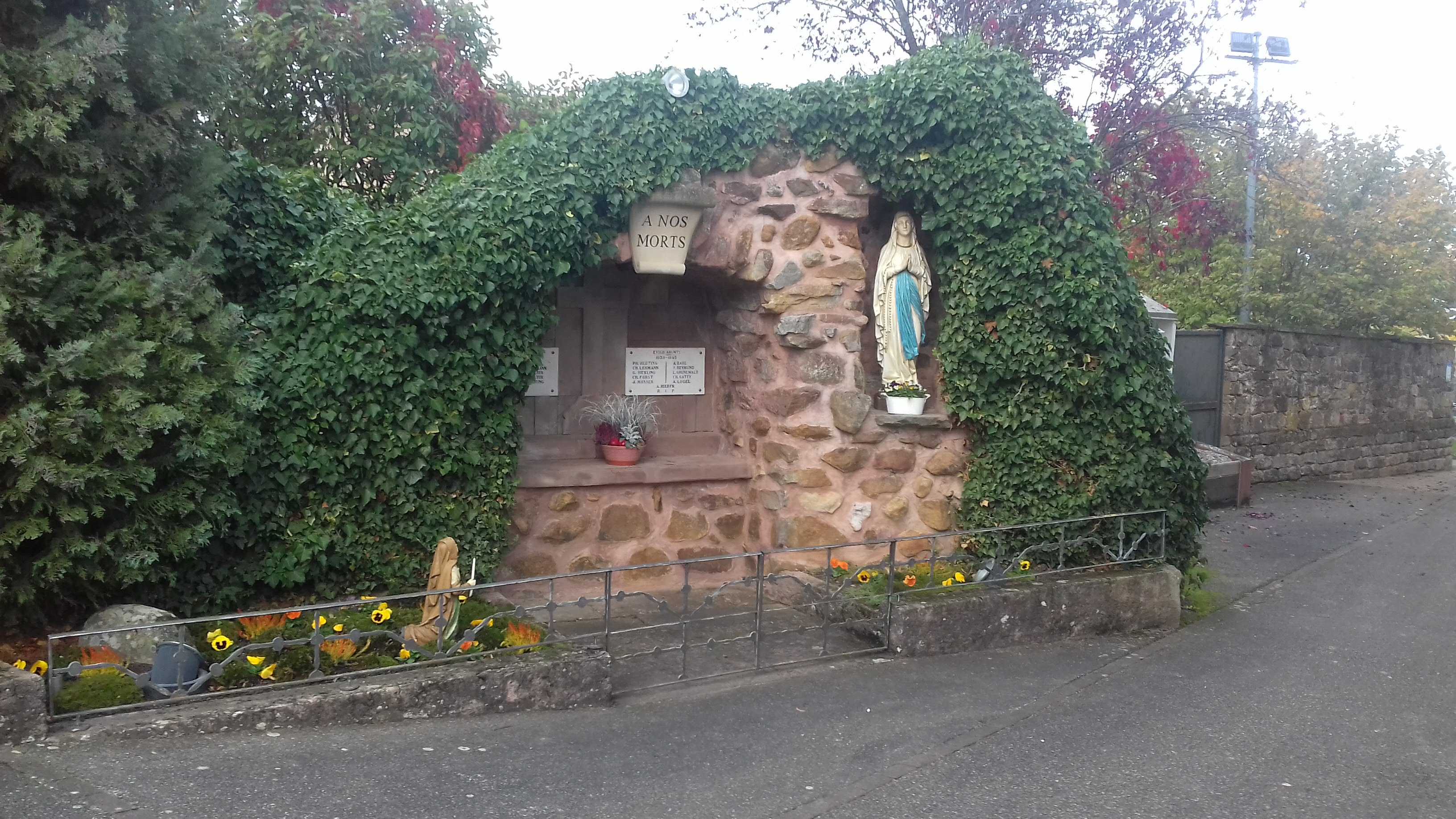
Grotte de Lourdes.
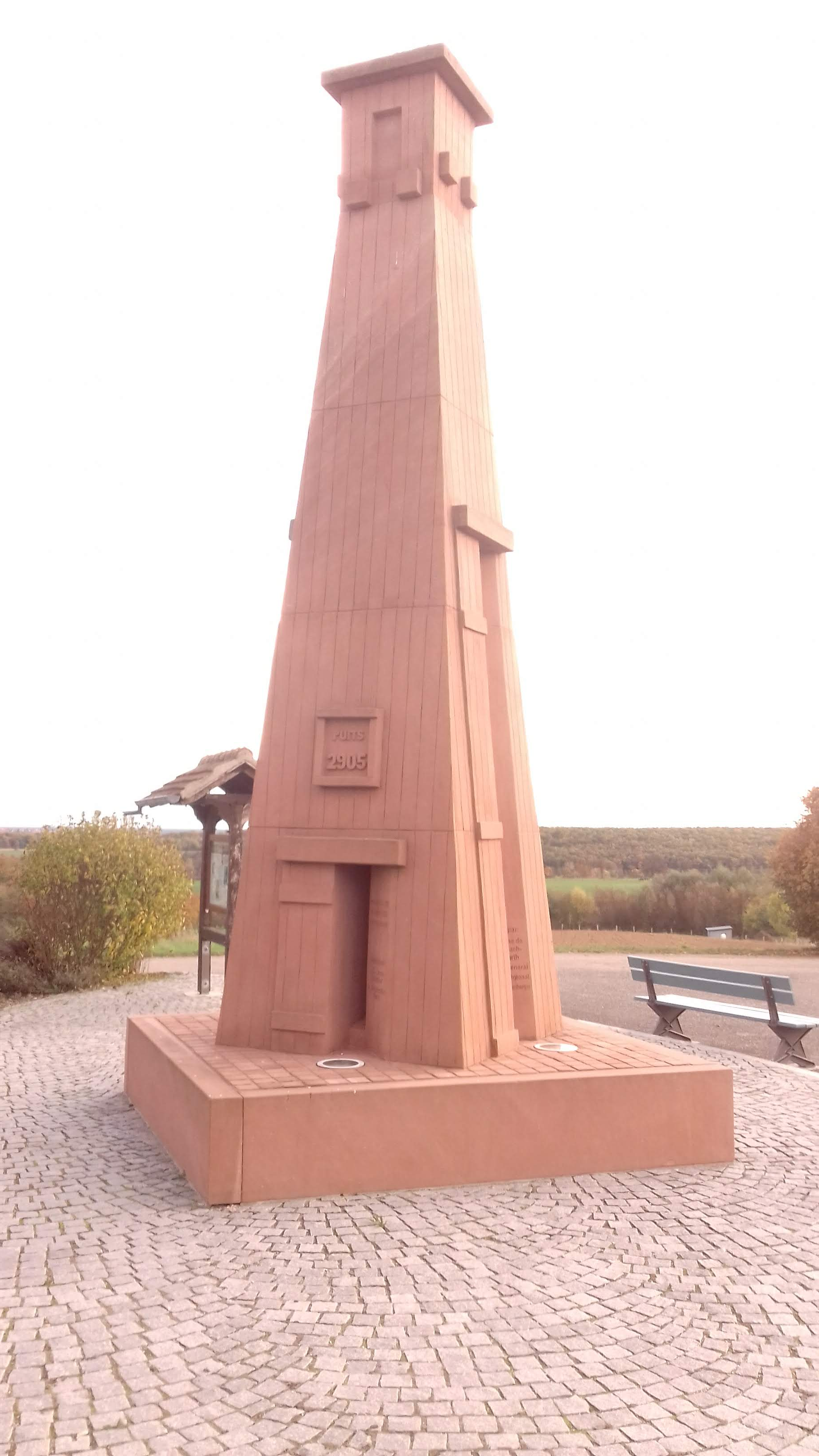
Tour de forage (monument commémoratif 2005).
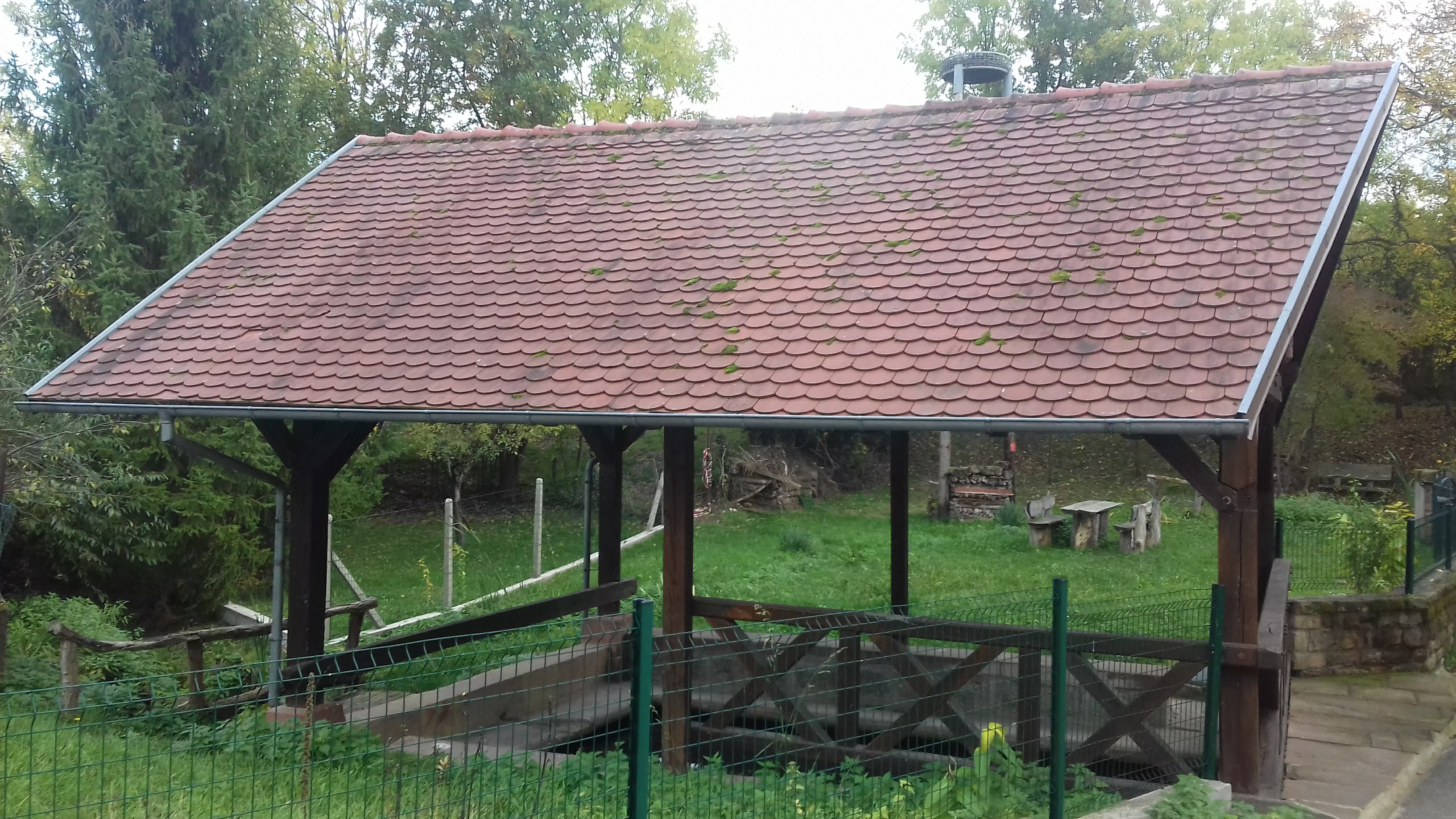
Lavoir.

- Église paroissiale Saint-Joseph[51],[52].

* Verrières,,,
* L'horloge Schwilgue.
Le mobilier de l'église paroissiale Saint-Joseph,
* Maître autel,
* Ensemble de deux autels-retables secondaires,
* Fonts baptismaux (vers 1800).
* Chaire à prêcher,
* Orgue,,,,
* Calice et patène.
* Ciboire.
- Presbytère de 1835[68].
- Croix de calvaire (1766).
- Croix de chemin (1811)[69],[70],[71].
- Croix de cimetière (1792)[72].
- Monument aux morts[73] : conflits commémorés : Guerres 1914-1918 - 1939-1945.
- Grotte de Lourdes[74].
- Tour de forage (tour n° 7 Dieffenbach-les-Wœrth : monument commémoratif 2005)[75].

La stèle du 1er log également réalisée par Jean-Claude Lanoix, sculpteur, Meilleur Ouvrier de France. Trépan de forage renversé qui porte les panneaux d’informations.
Patrimoine architectural rural :
- Puits et auge[76],[77].
- Ancien et nouveau lavoir[78].
- Fermes[79],[80],[81],[82].

### Personnalités liées à la commune
- Les frères Schlumberger.

### Héraldique
| Blason de Dieffenbach-lès-Wœrth | Blason  | Parti : au premier d'azur à l'étoile de six rais d'argent en chef, au second d'or plein. |
| Blason de Dieffenbach-lès-Wœrth | Détails | Il s'agit des armes des Puller de Hohenbourg, seigneurs du village au XIVe siècle        |